# Capula (kevergeslacht)
Capula is een geslacht van kevers uit de familie bladkevers (Chrysomelidae).
De wetenschappelijke naam van het geslacht werd in 1925 gepubliceerd door Jacobson.

## Soorten
- Capula apicalis Chen, Wang & Jiang, 1986
- Capula caudata Chen, Wang & Jiang, 1986
- Capula metallica (Jacobson, 1925)